# Fotokarabin

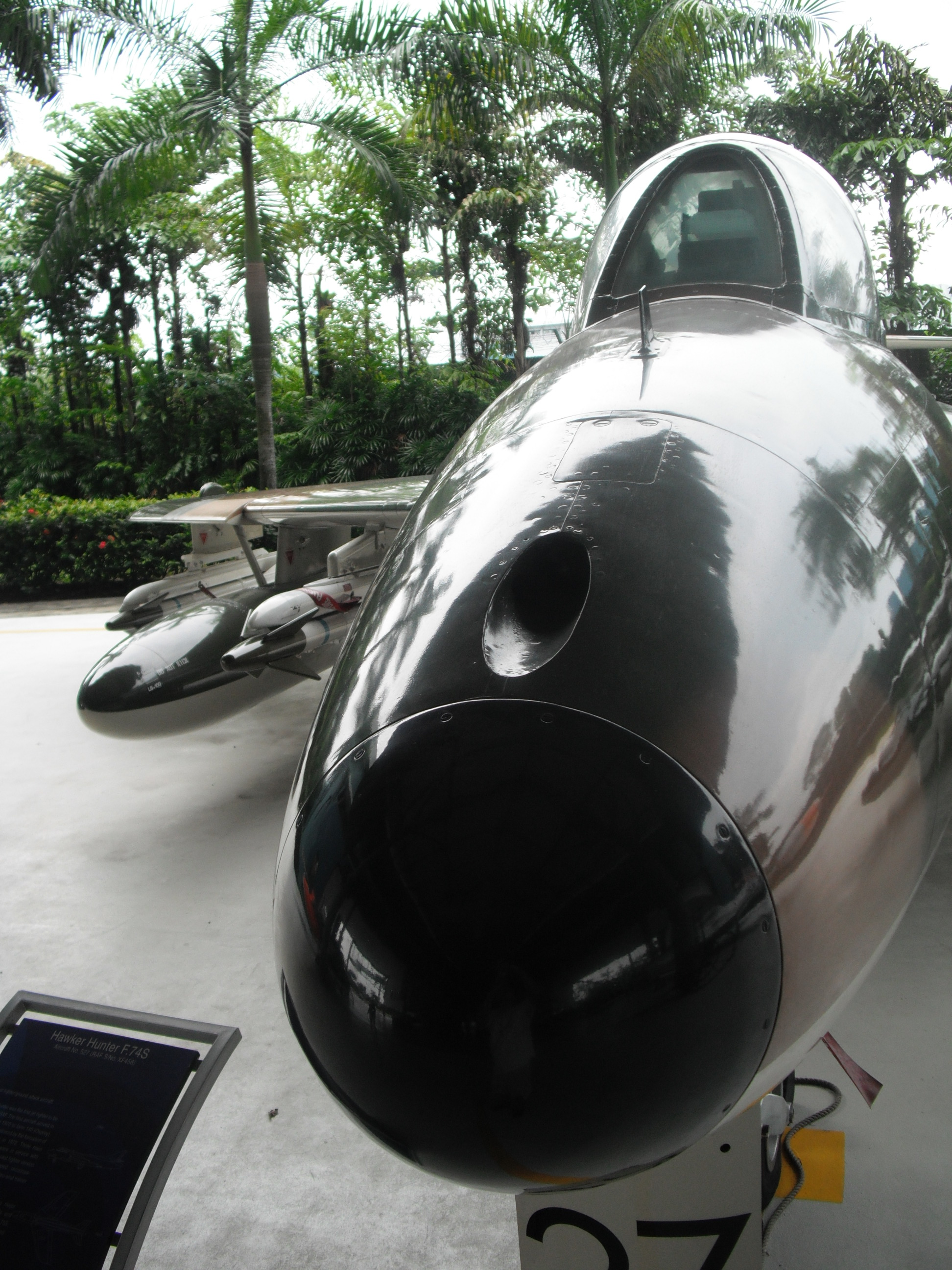
Fotokarabin zamontowany na nosie samolotu Hawker Hunter

Fotokarabin – aparat fotograficzny lub kamera filmowa wycelowana  i  sprzężona  z kierunkiem strzału lotniczego karabinu maszynowego. Fotokarabin ma zastosowanie głównie w lotnictwie, służy do treningu jak i rejestracji skuteczności  ostrzału.  Pierwsze fotokarabiny montowano w samolotach pod koniec I wojny światowej i mają zastosowanie do czasów obecnych.